# Amore al metro quadro
Amore al metro quadro (Love per Square Foot) è un film del 2018 diretto da Anand Tiwari.
Commedia romantica con protagonisti Vicky Kaushal e Angira Dhar. È stato distribuito il 14 febbraio da Netflix. Il film è in lingua hindi e sottotitolato in lingua italiana.

## Trama
Sanjay è un ingegnere informatico, di religione induista, che vive con la famiglia in una piccolissima casa. Karina è addetta all'ufficio prestiti, di religione cattolica, e abita con la madre vedova in una casa che sta cadendo a pezzi. Lavorano per la stessa banca e sognano di vivere in una casa propria e acquisire autonomia dalle famiglie un po' opprimenti.
Lui è innamorato del suo capo, la bellissima Rashi, che lo sfrutta per far ingelosire il fidanzato che le dà poca considerazione, lei è promessa sposa a Samuel, un uomo molto ricco che non si decide a sposarla.

## Distribuzione
Il film è stato distribuito in tutto il mondo da Netflix il 14 febbraio 2018.

## Accoglienza
Su Rotten Tomatoes ha un apprezzamento del 74%.